# Lucin Cutoff
A Lucin Cutoff egy 164 km (102 mérföld) hosszúságú vasútvonal az Amerikai Egyesült Államok nyugati részén, Utah államban, amely Ogdenből a névadó Lucinba vezet. A Cutoff legjelentősebb eleme egy 19 km (12 mérföld) hosszúságú vasúti híd volt, amely átkelt a Nagy-sóstó felett; 1904-től az 1950-es évek végéig volt használatban, amikor egy szikla- és föld anyagú töltésre cserélték.
A levágást eredetileg a Southern Pacific Railroad építette az Első transzkontinentális vasútvonal lerövidítésének eszközeként. Ma a levágás a Union Pacific Railroad tulajdonában és üzemeltetésében van, mint a Lakeside Subdivision jelentős része, amely Ogdeből a nevadai Wellsbe vezet, és egyike az Overland Route számos alosztályának. A Lucin Cutoff által okozott vízáramlás akadályozása miatt a Nagy Sós-tó különböző színűnek tűnik a légi felvételeken; a Cutofftól északra lévő víz barna, míg a Cutofftól délre lévő víz inkább zöld színű.

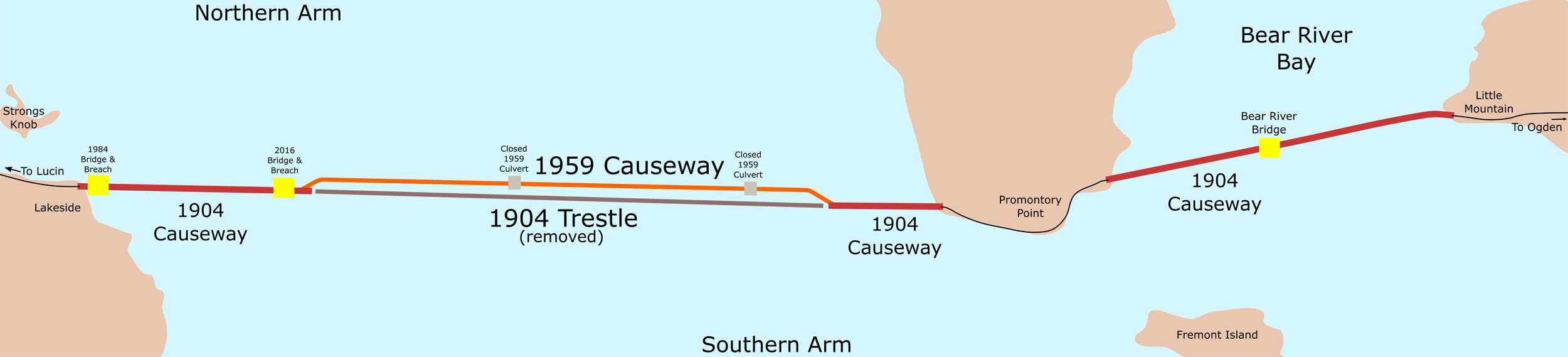
A Lucin Cutoff jelenlegi és korábbi nyomvonala

## Képek

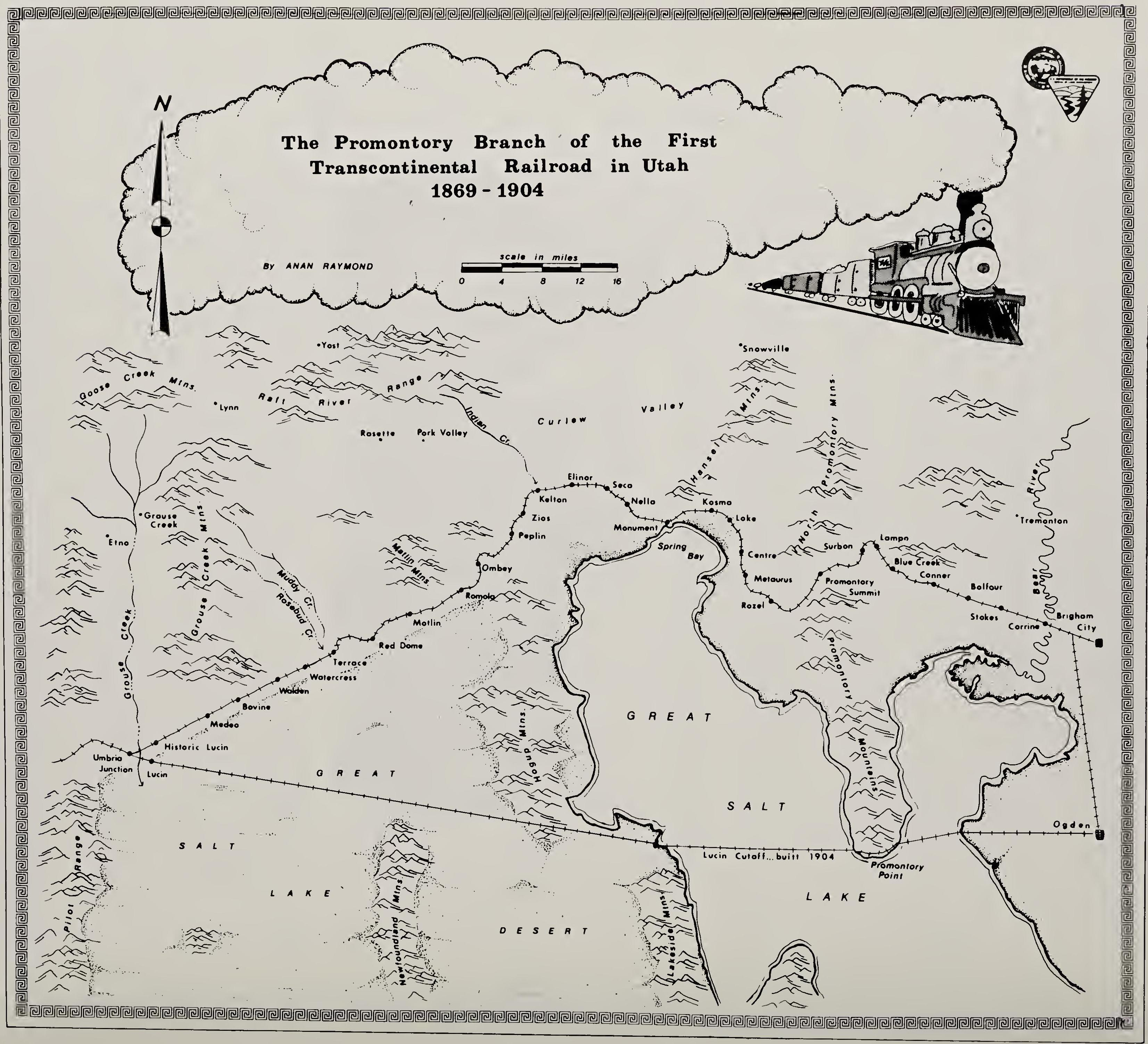
Az eredeti és a rövidebb útvonal
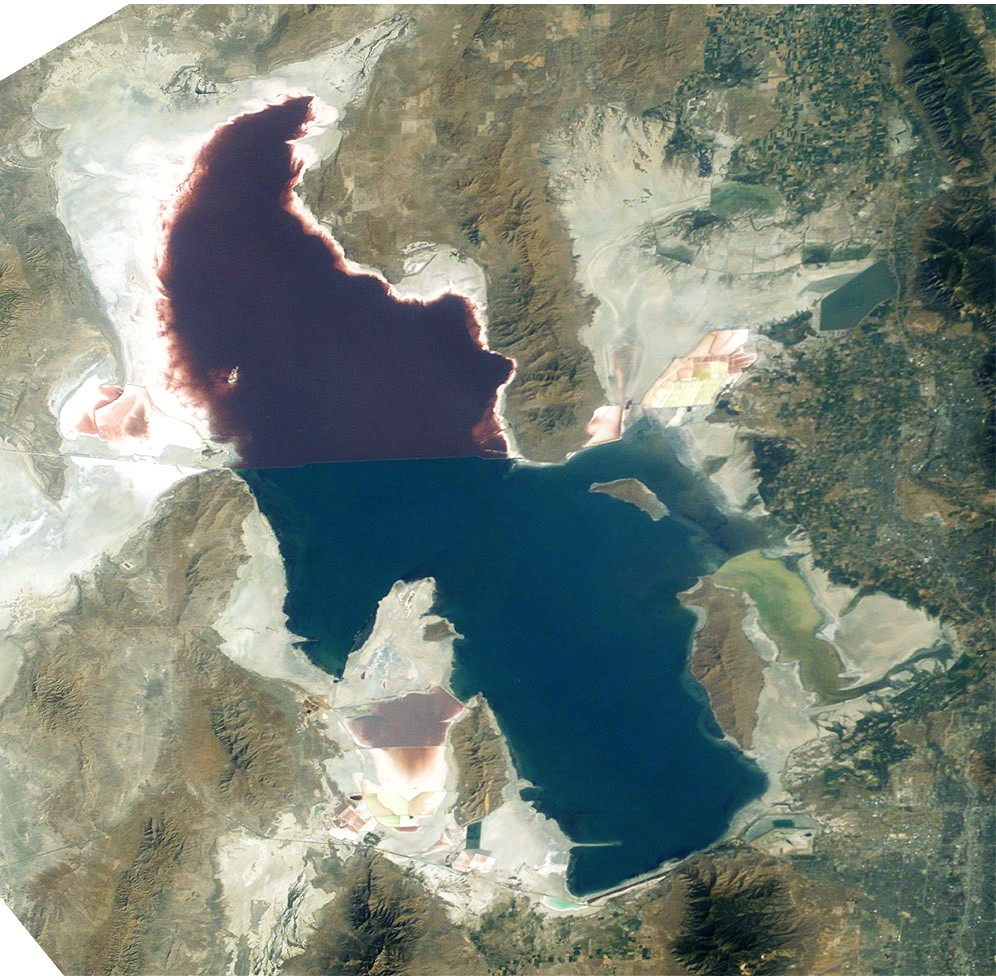
A tó eltérő színe a vasútvonal két oldalán
A régi és az új nyomvonal 1971-ben